# Рут Нойдек
Рут Нойдек (нім. Ruth Neudeck; 5 липня 1920, Бреслау, Польща — 29 липня 1948, Гамельн, Німеччина) — старша наглядачка концтабору Равенсбрюк, військова злочинниця.

## Біографія
У липні 1944 року вона прибула в концентраційний табір Равенсбрюк, щоб почати навчання в якості табірного наглядача. Під час навчання вона захоплювала начальство табору своєю непохитною жорстокістю по відношенню до в'язнів, тому в кінці місяця вона була підвищена на посаді до наглядачки блоку. У таборі вона була відома як одна з найжорстокіших і безжальних наглядачів. Колишня французька в'язень табору Женев'єва де Голль-Антоніоз пізніше свідчила, що Нойдек одного разу перерізала горло однієї з в'язнів гострою штиковою лопатою. У грудні 1944 року Рут Нойдек отримала звання старшої наглядачки і переїхала в підтабір Уккермарк, недалеко від головного табору. Там вона брала участь у відборі жертв для газових камер, пропустивши через себе понад 5 тисяч жінок і дітей. Під час роботи в Уккермарку Нойдек також славилася садистським поводженням з в'язнями. У березні 1945 року вона стала главою підтабору Барт, розташованому в однойменному місті.
Наприкінці квітня 1945 року Нойдек втекла з табору, проте незабаром була арештована британською армією і поміщена у в'язницю. У квітні 1948 року їй були пред'явлені звинувачення на третьому процесі над службовцями Равенсбрюку. Нойдек повністю визнала свою провину у вбивствах і жорстокому поводження з в'язнями. Британський суд визнав її винною у військових злочинах і засудив до смертної кари. 29 липня 1948 року Рут Нойдек була повішена в тюрмі міста Гамельн. Вирок виконав відомий англійський кат Альберт Пірпойнт.